# 穴井夕子
穴井 夕子（あない ゆうこ、1974年〈昭和49年〉6月7日 - ）は、日本の歌手、タレント。大分県玖珠郡玖珠町出身。ディスカバリー・ネクスト所属。夫はプロゴルファーの横田真一、長女は女優の横田真子、一般人の長男がいる。

## 略歴・人物
日出女子高等学校卒業、亜細亜大学中退。
1988年、第2回全日本国民的美少女コンテストに出場した際、11万人の応募者の中から最終選考まで進出したことが関係者の目に留まり（該当大会の優勝者は細川直美）、芸能界への第一歩を踏み出す。1989年、「第4回ロッテCMアイドルは君だ!」準グランプリ（グランプリは宍戸留美、別年で島崎和歌子がグランプリになっている）、日本テレネット『夢幻戦士ヴァリス』イメージガールコンテスト「ミス優子」審査員特別賞獲得（グランプリは宮本裕子）。
1990年、東京パフォーマンスドール (TPD) のメンバーとしてデビュー。TPDではフロントメンバーとして活動していたほか、市井由理・八木田麻衣とともにグループ内ユニット「ViVA!」、米光美保・篠原涼子とともにグループ内ユニット「UL-SAYS」としても活動した。在籍中より個人でバラエティ番組に出演したり、ラジオ番組のDJを担当する。
1995年4月、東京パフォーマンスドールを卒業。TPDを卒業後はロックバンド「ORANGE」を結成するなど活動の幅をさらに広げる。
2000年6月、プロゴルファーの横田真一と結婚。その後、子宮内膜症、ホルモンバランスの崩れなどが発見され、治療により克服、2年間の不妊治療の末、人工授精により妊娠した。2002年11月21日に男児を出産後も、子育ての傍らテレビ番組および各種イベントへの出演、執筆など多方面で活動している。2007年3月26日午前3時43分、2858gの女児を出産した。
2010年10月11日、夫・横田真一が結婚後初となる「キヤノンオープンゴルフトーナメント」にて13年ぶりのツアー優勝を果たし、涙ながらに抱擁する写真が掲載された。
2012年11月15日、オフィシャルブログを開設した。
2023年7月15日、東京国際フォーラムで行われたイベント『MIND CIRCUS』に、木原さとみ・川村知砂・八木田麻衣・木伏夏子の元TPDメンバーとともに出演。東京パフォーマンスドールの楽曲「キスは少年を浪費する」「ダイヤモンドは傷つかない」などを披露した。
ゲーム好きとしても知られている。ファミリーコンピュータやアーケードゲームなどにも詳しい。

## 出演

### テレビ番組
- CYBER MEME（サイバーミーム）（1991年 - 1992年、TVK）
- 東京ラブパラダイス（1992年、TBS）
- HYU2（ヒューヒュー）（1992年 - 1993年、日本テレビ）
- チャレンジ大魔王（1993年 - 1994年、TBS）
- モグラネグラ（1993年、テレビ東京）
- 摩訶不思議 ダウンタウンの…!?（1993年、ABC）
- 笑っていいとも! 金曜日（1993年10月 - 1994年3月、フジテレビ）
- どうぶつ奇想天外!（1994年、TBS）
- ティーンズねっとわーく（1994年 - 1995年、NHK教育）
- アッコにおまかせ!（1995年、TBS）
- バリキン7 賢者の戦略（1997年、TBS）
- ものまねバトル（2000年、日本テレビ）
- 関口宏の東京フレンドパークII（2001年、TBS）
- Qっと!サイエンス（2000年 - 2002年、テレビ大阪）

### テレビドラマ
- TOKYO23区の女 第2回「大田区の女」（1996年4月12日、フジテレビ）
- 連続テレビ小説 甘辛しゃん（1997年、NHK総合）
- 天才てれびくん ザ・ゴーストカンパニー（1998年、NHK教育）
- 時々迷々「最後のウソ」（2010年、NHK教育）

### オリジナルビデオ
- ジャスキス（1996年、バップ、監督・脚本：三ッ浦孝、原作・脚本：きだつよし） - ジャスティ 役（主演）

### ラジオ
- 東京サウンドバズーカ音姫絵巻（1991年 - 1992年、ニッポン放送）
- 穴井夕子のオールナイトニッポン 水曜第二部（1993年、ニッポン放送、全6回[7]）
- 東京パフォーマンスドールのprom night（1993年、OBC）
- ブンブン・MoMoJiRiキッズ（1993年、OBC）
- 穴井夕子の放課後の王様（1995年4月 - 7月 月曜パーソナリティ、セント・ギガ・サテラビュー連動番組）
  - 穴井夕子 ウチにおいでよ!（1995年7月 - 8月、上記の後継番組）
- ミラクル・ゲーマー・キッズ（1996年、FM東京）
- GiRLPOP '96（1996年、BAYFM）
- MAGICAL POP LAND（1997年、BAYFM）
- アフタヌーン・ブリーズ（2001年、TOKYO FM）
- 帰ってきたパフォーマンスドール TPD RETURNS（2014年12月19日・2015年1月9日、インターネットラジオ） - 第11回「穴井夕子」特集・第12回「ViVA!」特集にゲスト出演

ほかパーソナリティ担当番組多数

### CM
- メガネスーパー（1991年 - 1992年）
- 江崎グリコ「プリッツ」（1992年 - 1993年）
- 不二家「LOOKチョコレート」（1993年）
- フェヴリナ ジェルパック（2008年 インフォマーシャル）

## ディスコグラフィ
グループでの楽曲は東京パフォーマンスドール#音楽を参照

### シングル
| 発売日                                         | タイトル                | 収録曲                                                                                   | 備考                                                                        |          |
| ソロ名義                                       | ソロ名義                | ソロ名義                                                                                 | ソロ名義                                                                    | ソロ名義 |
| ---------------------------------------------- | ----------------------- | ---------------------------------------------------------------------------------------- | --------------------------------------------------------------------------- | -------- |
| 1991年3月21日                                  | We should be dancing    | 1. We should be dancing 2. 砂に消えた涙                                                  | 「We should be dancing」はKAKKO（鈴木杏樹）のカバー                         |          |
| 1991年9月21日                                  | NATURAL LOVERS          | 1. NATURAL LOVERS 2. HISTORY                                                             | -                                                                           |          |
| 1992年7月22日                                  | I Want You!             | 1. I Want You! 2. 心のルール                                                             | オリコン最高73位                                                            |          |
| 1994年2月2日                                   | WILD CHILD              | 1. WILD CHILD 2. 月に吠える                                                              | オリコン最高54位                                                            |          |
| 1994年6月1日                                   | HEAVEN2                 | 1. HEAVEN2 2. Love Hurricane                                                             | オリコン最高53位                                                            |          |
| 1994年9月7日                                   | STOP!                   | 1. STOP! 2. あなたが心にふたりいる 3. STOP!（オリジナルカラオケ）                        | オリコン最高50位                                                            |          |
| 1994年11月21日                                 | CRIME CRACKERS          | 1. CRIME CRACKERS 2. 星たちの伝説 3. CRIME CRACKERS（オリジナルカラオケ）                | 「CRIME CRACKERS」はPlayStation用ゲームソフト『クライムクラッカーズ』主題歌 |          |
| 1995年6月1日                                   | Hallelujah!             | 1. Hallelujah! 2. Fake a mind 3. Hallelujah!（オリジナルカラオケ）                       | レベッカの土橋安騎夫がプロデュース                                          |          |
| 1995年11月1日                                  | Promises                | 1. Promises 2. 星座の下で 3. Promises（オリジナルカラオケ）                              | レベッカの土橋安騎夫がプロデュース                                          |          |
| 1996年3月1日                                   | LEGACY -君の愛を抱いて- | 1. LEGACY -君の愛を抱いて- 2. Naturally 3. LEGACY -君の愛を抱いて-（オリジナルカラオケ） | レベッカの土橋安騎夫がプロデュース                                          |          |
| 穴井夕子がボーカルを務めたバンド『ORANGE』名義 |                         |                                                                                          |                                                                             |          |
| 1997年2月21日                                  | 私は笑っていた…         | 1. 私は笑っていた… 2. LOVESICK 3. 私は笑っていた…（オリジナルカラオケ）                  | ORANGEのデビューシングル                                                    |          |
| 1997年6月1日                                   | 平和な国の子供たち      | 1. 平和な国の子供たち 2. MIND TO MINE 3. 平和な国の子供たち（オリジナルカラオケ）        | ORANGEの2ndシングル                                                         |          |

### アルバム
| 発売日        | タイトル                         | 収録曲 | 備考                   |
| ------------- | -------------------------------- | --- | ---------------------- |
| 1993年1月15日 | YUKO from Tokyo Performance Doll | 1. FAIRY DAYS 2. 心のルール 3. I Want You ! 4. NATURAL LOVERS 5. WE SHOULD BE DANCING 6. 砂に消えた涙 7. イチゴの片想い（ViVA!） 8. レモンのKiss (ViVA!) 9. 秋色協奏曲 (米光美保＆穴井夕子) 10. HISTORY |                        |
| 1994年12月1日 | SIN                              | 1. DANCING DOLL 2. STOP !★ 3. YESTERDAY TRAIN 4. 赤い罪 青い純愛 5. Chu ! 6. WILD CHILD★ 7. HEART TALK 8. CRIME CRACKERS★ 9. HEAVEN2★ 10. 月に吠える★ 11. X'mas Card （★マークはNEW MIX）               | Reimyプロデュース      |
| 1996年4月21日 | BAD/but ENOUGH                   | 1. BAD/but ENOUGH 2. promises 3. pillow talk -君の見ている夢- 4. LEGACY -君の愛を抱いて- （Album version） 5. judgment 6. Hallelujah !                                                                  | 土橋安騎夫プロデュース |

### オムニバス参加
- YOUR HEART ONLY （SWEET 9 DIAMONDSとして）（2003年12月/ルイードレコーズ）

## 書籍
- 夢のかなえかた（1994年、近代映画社）ISBN 4764817519
- 写真集『Peche』（1999年、ぶんか社）
- ふたりはじめ（2002年、青春出版社）
- 命にあいたい -Baby Meets MaMa-（2003年、実業之日本社）